# Spectres
Spectres är Blue Öyster Cults sjätte album, släppt 1977. Albumet följde upp gruppens genombrott med Agents of Fortune 1976 och gav gruppen en hit med "Godzilla". I Sverige gick låten "Goin' Through the Motions" in på "Heta högen" i Poporama. Denna låt var samskriven av Ian Hunter från Mott the Hoople tillsammans med Eric Bloom.

## Låtlista
1. "Godzilla" (Donald Roeser) - 3:41
2. "Golden Age of Leather" (Bruce Abbott/Donald Roeser) - 5:52
3. "Death Valley Nights" (Richard Meltzer/Albert Bouchard) - 4:08
4. "Searchin' for Celine" (Allen Lanier) - 3:36
5. "Fireworks" (Albert Bouchard) - 3:12
6. "R.U. Ready 2 Rock" (Sandy Pearlman/Albert Bouchard) - 3:44
7. "Celestial the Queen" (Helen Wheels/Joe Bouchard) - 3:26
8. "Goin' Through the Motions" (Eric Bloom/Ian Hunter) - 3:12
9. "I Love the Night" (Donald Roeser) - 4:24
10. "Nosferatu" (Helen Wheels/Joe Bouchard) - 5:27
Bonusspår på 2007 års cd-utgåva
11. "Night Flyer" (Joe Bouchard/Murray Krugman) - 3:49
12. "Dial M for Murder" (Donald Roeser) - 3:11
13. "Please Hold" (Albert Bouchard) - 2:47
14. "Be My Baby" (Jeff Barry/Ellie Greenwich/Phil Spector) - 3:01

## Listplaceringar
| Lista (1977-1978) | Position               |
| ----------------- | ---------------------- |
| Kanada            | 58 (RPM)               |
| Storbritannien    | 60 (UK Albums Chart)   |
| Sverige           | 47 (Sverigetopplistan) |
| USA               | 43 (Billboard 200)     |